# Sibghatullah Modżaddedi
Sibghatullah Modżaddedi (paszto صبغت الله مجددي; ur. w 1926 w Kabulu, zm. 11 lutego 2019 tamże) – afgański polityk pochodzenia pasztuńskiego, od 28 kwietnia do 28 czerwca 1992 prezydent Afganistanu.

## Życiorys
Po upadku rządów komunistycznych w Afganistanie, w okresie od 28 kwietnia do 28 czerwca 1992 sprawował urząd prezydenta Afganistanu. W czasie rządów talibów przebywał na wygnaniu w Pakistanie. Po obaleniu talibów w 2001 roku powrócił do kraju i w grudniu 2003 roku został przewodniczącym Loja Dżirgi – rady starszyzny plemiennej, której zadaniem było uchwalenie nowej konstytucji Afganistanu. 18 grudnia 2005 został wybrany przewodniczącym Izby Starszych – izby wyższej afgańskiego parlamentu i sprawował ten urząd do 29 stycznia 2011.